# Karelia Beryl
Karelia Beryl Oy är ett finländskt företag i Davidstad i Luumäki kommun i landskapet Södra Karelen i Finland. Företaget utvinner ädelstenar i Luumäki och säljer både råsten och produkter tillverkade av ädelsten.  Olika variationer av beryller såsom smaragder och akvamariner är företagets huvudprodukt.

## Bakgrund
Beryll från Luumäki anses vara av ädelstenskvalitet och Luumäki är den enda platsen i Finland där mineralen utvinns kommersiellt. Fyndigheten upptäcktes i samband med ett vägbygge 1982. Finsk beryll anses hålla en hög kvalitet.
Det finns idag fyra gruvor i Finland, som utvinner ädelstenar och smyckestenar: Lampivaaras och Yli-Luostos ametistgruvor i Lappland, Luumäkis ädelberyllgruva och Ylämaas spektrolitgruva i Södra Karelen.